# Paasikivi-seura
Paasikivi-seura (en français : société Paasikivi) est une société de politique étrangère en Finlande.

## Présentation
Le but de la société Paasikivi était d'appliquer la ligne Paasikivi-Kekkonen dans la politique étrangère de la Finlande au niveau national, en militant parmi les influenceurs sociaux qui doutaient de sa pertinence. 
La société porte le nom de Juho Kusti Paasikivi, qui a été président de la Finlande. 
La société a commencé ses activités en tant que club de discussion informel (cercle victorien) à l'automne 1956.
Officiellement les activités de la société ont commencé en novembre 1958 lors d'une réunion tenue au siège de la Société de littérature finlandaise à Helsinki. 
Jan-Magnus Jansson, professeur de sciences politiques générales à l'Université d'Helsinki, a été l'initiateur clé des activités de la société. 
Dans les années 1960, la société a publié la revue Ulkopolitiikka.

## Présidents
Ses présidents successifs:
- Reino Kuuskoski (Maalaisliitto) 1959−1961
- Wolf H. Halsti (Indépendant) 1961−1964
- Jan-Magnus Jansson (RKP) 1965−1966
- Matti Valtasaari (Indépendant) 1967−1975
- Jan-Magnus Jansson (RKP) 1976−1985
- Jaakko Iloniemi (SDP) 1986–1994
- Harri Holkeri (Kokoomus) 1995−2000
- Mikko Viitasalo (Kokoomus) 2001−2010
- Martti Häikiö (Kokoomus) 2011–2013
- Matti Vanhanen (Keskusta) 2014–2021
- Antti Rinne (SDP) 2021–

## Membres d'honneur
Les membres honoraires de la société, les présidents de la République Urho Kekkonen, Mauno Koivisto et Martti Ahtisaari, ont prononcé plusieurs discours lors d'évènements de la société Paasikivi. 
De nombreux hommes d'État étrangers ont également participé aux événements de la société.
Les membres d'honneur de la société sont :
- J.K. Paasikivi
- Urho Kekkonen
- Mauno Koivisto
- Martti Ahtisaari
- Harri Holkeri
- Mikko Viitasalo
- Jaakko Iloniemi
- Harri Holkeri
- Mikko Viitasalo
- Martti Häikiö
- Matti Vanhanen